# 竹内裕幸
竹内 裕幸（たけうち ひろゆき、1975年1月11日 - ）は、日本のバレーボール指導者である。星城高等学校男子バレーボール部総監督、同校教諭。全日本ユース（U-19）コーチ。

## 来歴
愛知工業大学名電高等学校卒業後、中京大学体育学部に進学。
高校時代全国ベスト16だった為期待され中京大学バレー部に入部、1年生からレギュラーだったが3年生の時当時の監督と戦術面で衝突し自らコートを離れ、退部はせずにサポート役へ回った。

## 指導者として
大学卒業後、母校である愛知工業大学名電高校のコーチを3年間勤めた。
2000年より現在の星城高等学校に移り監督に就任した。
2020年に自身の教え子であり、同年にジェイテクトSTINGSを引退した中根聡太をコーチとして迎えた。
2021年1月に出場した春高バレーより、中根聡太に監督を譲り、総監督に就任した。

## 教え子
- 石川祐希 - パワーバレー・ミラノ選手
- 都築仁 - ジェイテクトSTINGS選手
- 深津旭弘 - 東京グレートベアーズ選手
- 深津英臣 - パナソニックパンサーズ選手
- 深津貴之 - ウルフドッグス名古屋コーチ
- 川口太一 - ウルフドッグス名古屋元選手
- 豊田昇平 - ジェイテクトSTINGSコーチ
- 中根聡太 - ジェイテクトSTINGS元選手、星城高校教員